# سلسلة راديون آر إكس 5000
سلسلة راديون آر إكس 5000 هي سلسلة معالجات الرسومات التي طورتها شركة AMD، استنادًا إلى بنية RDNA التي تعتبر من أحدث الابتكارات في هذا المجال. تهدف هذه السلسلة إلى تلبية احتياجات فئة المستخدمين المتوسطة إلى الراقية، وتعتبر خليفة لسلسلة Radeon RX Vega. تم إطلاقها في السابع من يوليو عام 2019. يتم تصنيع هذه السلسلة باستخدام عملية تصنيع أشباه الموصلات FinFET بحجم 7 نانومتر، والتي تقوم بها شركة TSMC.

## ميزات سلسلة سلسلة راديون آر إكس 5000
تتضمن ميزات سلسلة سلسلة راديون آر إكس 5000 ما يلي:
- البنية الدقيقة الجديدة لـ RDNA
- عملية التصنيع TSMC 7 nm N7
- دعم دايركت اكس 12.0
- ذاكرة GDDR6
- دعم PCIe 4.0
- دعم شريط PCIe الذي يمكن تغيير حجمه
- دعم AMD MGPU [3]
- دعم AMD FreeSync
- منفذ العرض 1.4
- اتش دي ام اي 2.0
- فيديو كور نكست 2.0

## أنظر أيضا
- سلسلة راديون آر إكس 6000
- سلسلة راديون آر إكس 7000